# Consum responsable
El consum responsable és un nou estil de vida que pretén millorar les condicions de vida dels éssers humans, dels animals i del medi ambient mitjançant un consum ètic. El projecte és impulsat per organitzacions ecològiques, socials i polítiques que consideren que els éssers humans farien bé a canviar els seus hàbits de consum ajustant-los a les seves necessitats reals i optant en el mercat per opcions que afavoreixin la conservació del medi ambient i la igualtat social. Entre les esmentades organitzacions hi ha Ecologistes en Acció, alguns partits verds i especialment aquelles organitzacions i individus que propugnen una ecologia social. A més, altres tendències similars, com per exemple el moviment pel decreixement, opinen que una reducció del consum i dels recursos emprats és necessària i inevitable perquè no es produeixi el col·lapse del planeta.
S'esgrimeix que l'acte de consumir no solament és la satisfacció d'una necessitat, sinó que implica col·laborar en els processos econòmics, mediambientals i socials que possibiliten el bé o producte consumit. Per això es postula què cal tenir en compte en el moment de triar, entre les opcions disponibles al mercat, les que menys repercussions negatives tinguin.
El sistema de consum i producció responsable que regeix al nostre planeta presenta serioses contradiccions i reptes en la lògica del desenvolupament sostenible i en el marc de l'anomenada economia verda.

## Punts a tenir en compte sobre el consum responsable
El consum responsable ja és una prioritat donada oficialment per l'ONU com l'objectiu número 12 de Desenvolupament Sostenible per al període 2016-2030, on el document assenyala que a fi d'aconseguir creixement econòmic i desenvolupament sostenible, és urgent reduir l'empremta ecològica mitjançant un canvi en els mètodes de producció i consum de béns i recursos. Esmenta alhora que la gestió eficient dels recursos naturals compartits i la manera com s'eliminen les deixalles tòxiques i els contaminants són vitals per aconseguir aquest objectiu, instant les indústries, els negocis i els consumidors a reciclar i reduir les deixalles, donant suport als països en desenvolupament a avançar cap a patrons sostenibles de consum per al 2030. Finalment, es posa èmfasi en la importància d'atorgar-li un enfocament sistèmic al plantejament i aconseguir la cooperació entre els participants de la cadena de subministrament, des del productor fins al consumidor final, sensibilitzant-los en educació ambiental.
Alguns dels punts a tenir en compte en el consum responsable són:
- Considerar l'impacte ambiental des del punt de vista de l'anàlisi del cicle de vida del producte a adquirir, valorant els processos de producció, transport, distribució, consum i residus que deixa el producte.
- Determinar la petjada ecològica produïda per un determinat estil de vida i consumisme. La petjada ecològica és un indicador d'impacte ambiental que analitza la demanda humana sobre els recursos existents de la biosfera i la relaciona amb la capacitat regenerativa de la Terra.[1]
- Determinar quines empreses, productes i serveis, respecten el medi ambient i els drets humans per preferir-los enfront d'altres que no compleixen amb els requisits esmentats.
- Plantejar el tipus de comerç que es desitja afavorir.
- Assegurar la qualitat del producte comprat.
- Abans de comprar alguna cosa, reflexionar detingudament si realment es necessita l'objecte a comprar o tan sols és un desig fruit de la publicitat.
- Esbrinar molt bé de quina matèria primera es fabrica, quin és el seu procés de manufactura, com impacta el medi ambient i si genera algun tipus d'injustícia social.
- Cada vegada que compris alguna cosa, has de pensar en els residus i les escombraries que genera.
- Evitar els productes d'un sol ús, si no són estrictament necessaris.
- Rebutjar les bosses de plàstic que donen en supermercats i comerços, portar les mateixes bosses de tela, de paper o de cartró.
- Tenir clar que es compre el contingut i no l'envàs. Moltes vegades es paga més pels embolcalls que es tiren directament a les escombraries que pel que contenen.
- Reciclar abans que comprar, moltes de les coses que estan per tirar es poden tornar a utilitzar d'altres maneres i formes.
- Evitar les llaunes i els productes molt envasats. Les carmanyoles i els pots de vidre són una forma més ecològica que guardar els aliments en plàstic i alumini.
- Preferir productes amb envasos retornables o reutilitzables.